# 돈 토빈

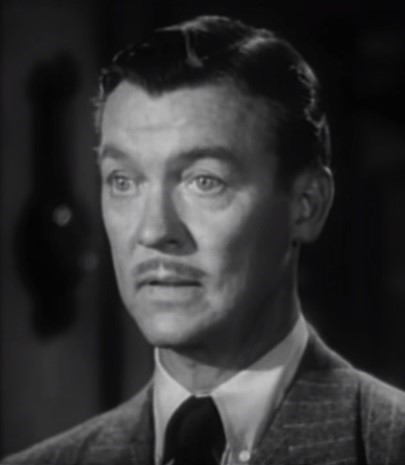

돈 토빈(Dan Tobin, 1910년 10월 19일 ~ 1982년 11월 26일)은 미국의 배우, 텔레비전 배우이다.
신시내티에서 태어났으며 샌타모니카에서 사망하였다.

## 영화
- 허비 - 돌아오다 (1974년)
- 성공시대 (1967년)
- 배트맨 - 66년 TV 시리즈 (1966년)
- 아내는 요술쟁이 (1964년)
- 후즈 갓 더 액션? (1962년) - 미스터 샌포드 역
- 보난자 (1959년)
- 선셋 77번가 (1958년)
- 도나 리드 쇼 (1958년)
- 페리 메이슨 (1957년)
- 젊음의 원천 (1956년)
- 케이터드 어페어 (1956년)
- 딜론 보안관 (1955년)
- 드림 와이프 (1953년)
- 매그니피선트 양키 (1950년)
- 빅 클락 (1948년)
- 미스터 브랜딩스 (1948년)
- 독신남 (1947년)
- 여성의 해 (1942년)